# Six Ugly
Six Ugly – EP japońskiej grupy Dir En Grey wydane w 2002. Wszystkie teksty napisał Kyo.

## Lista utworów
1. „Mr.Newsman” – 3:52
2. „Ugly” – 4:54
3. „Hades” – 3:24
4. „Umbrella” – 4:06
5. „Children” – 4:01
6. „Byo「」Shin” – 5:37